# Odontolabis stevensi mamaesaensis
Odontolabis stevensi mamaesaensis es una subespecie de coleóptero de la familia Lucanidae.

## Distribución geográfica
Habita en Célebes (Indonesia).